# 斯蒂芬·J·汤森德
斯蒂芬·J·汤森德（1959年—）是一位美国陆军军官，2015—2018年担任美國陸軍第十八空降軍军长，2018—2019年担任美國陸軍訓練與準則司令部司令，2019—2022年担任美国非洲司令部司令。